# Кочема
Ко́чема — деревня в муниципальном округе Егорьевск Московской области России.

## География
Деревня Кочема расположена в юго-западной части муниципального округа Егорьевск, примерно в 24 километрах к юго-востоку от города Егорьевск. В 1 километре к востоку от деревни протекает река Белавинка. Высота над уровнем моря 116 метров.

## Название
В письменных источниках деревня упоминается как Кочема (1577 год), Никольское, Кочема тож (XVIII век). С середины XIX века употребляется название Кочема.
Название по расположению при речке Кочеме.

## История
В XIX веке одна часть деревни была государственная, другая владельческая. Государственные крестьяне выкупили землю в 1844 году. Владельческая часть деревни на момент отмены крепостного права принадлежала помещикам Андреевым, Ладыгину и Ивановой. После 1861 года община бывших государственных крестьян вошла в состав Парыкинской волости, а общины помещичьих крестьян в состав Круговской волости Егорьевского уезда. Приход находился в селе Круги.
В 1926 году обе части деревни входили в Харинский сельсовет Лелеческой волости Егорьевского уезда. В 1927—1951 годах — центр Кочемского сельсовета.
До 1994 года Кочема входила в состав Бобковского сельсовета Егорьевского района, в 1994—2004 годы — Бобковского сельского округа, а в 2004—2006 годы — Раменского сельского округа.
Входит в состав сельского поселения Раменское. 

## Демография
В 1885 году в деревне проживало 594 человека, в 1905 году — 566 человек (285 мужчин, 281 женщина), в 1926 году — 342 человека (138 мужчин, 204 женщины). По переписи 2002 года — 49 человек (17 мужчин, 32 женщины). Население — 68 чел. (2010).
| 1859 | 1868 | 1885 | 1905 | 1926 | 2002 | 2006 |
| ---- | ---- | ---- | ---- | ---- | ---- | ---- |
| 370  | ↗599 | ↘594 | ↘566 | ↘342 | ↘49  | ↗54  |
| 2010 |      |      |      |      |      |      |
| ↗68  |      |      |      |      |      |      |